# Biolleyana pictifrons
Biolleyana pictifrons är en insektsart som först beskrevs av Stsl 1864.  Biolleyana pictifrons ingår i släktet Biolleyana och familjen Nogodinidae. Inga underarter finns listade i Catalogue of Life.